# Болотная тварь (телесериал)
«Боло́тная тва́рь» (англ. Swamp Thing) — американский супергеройский хоррор веб-сериал, основанный на комиксе DC об Алеке Холланде, который в результате несчастного случая на болоте погибает, но превращается в Болотную тварь. Премьера сериала в США состоялась 31 мая 2019 года на стриминговом сервисе DC Universe. В России сериал вышел 1 июня 2019 года на интернет-сервисе «КиноПоиск», а на российском телевидении премьера состоялась 1 ноября 2020 года на телеканале «Настоящее страшное телевидение».

## Сюжет
Эбби Аркейн возвращается в родной город Марей, штат Луизиана, чтобы расследовать смертельно опасный болотный вирус, где она знакомится с учёным Алеком Холландом. После трагической гибели Холланда на болоте, Аркейн обнаруживает странные факты о болоте и предполагает, что учёный вовсе не умер.

## Актёры и персонажи

### В главных ролях
- Кристал Рид — Эбби Аркейн, доктор из ЦКЗ, приехавшая в свой родной город, где проживала 14 лет назад, расследовать опасную для жизни людей эпидемию[4].
- Вирджиния Мэдсен — Мария Сандерленд, жена Эвери Сандерленда. Находится в глубокой скорби из-за потери её дочери Шоны, в которой винит Эбби. Возвращается домой, что вовлекает Марию в сверхъестественные тайны болота[5].
- Энди Бин и Дерек Мирс — Алек Холланд / Болотная тварь, опальный биолог, работавший на Эвери. Вскоре после приезда начал раскрывать коррупционные и экологические проблемы корпорации, за что был убит, но вскоре возродился как супергерой Болотная Тварь[6]. Имеет мысленный контроль над растительностью и способности к регенерации. Стремится защитить болото, город и мир природы в целом. Изначально считает форму Болотной Твари мутацией, но в итоге оказывается, что на самом деле его человеческое тело затонуло в болоте, а тело Болотной Твари было создано с нуля на основе его памяти (поэтому у него гуманоидное тело и внутренние органы, хотя фактически они никак не влияют на его жизнедеятельность).
- Хендерсон Уэйд — Мэтт Кейбл, местный полицейский и друг детства Эбби. Вместе со своей матерью Люсилией оказываются в тяжёлом положении, когда сверхъестественные события начинают угрожать городу[7].
- Мария Стен — Лиз Тремейн, местный газетный репортёр и бармен, близкая подруга детства Эбби Аркейн[8].
- Джерил Прескотт — Мадам Ксанду, слепая гадалка, чьи экстрасенсорные способности могут раскрыть будущее[9].
- Дженнифер Билз — шериф Люсилия Кейбл, мама Мэтта, которая очень предана своему сыну[10].
- Уилл Паттон — Эвери Сандерленд, известный бизнесмен в городе, который намерен использовать силу болота, для получения прибыли[11].
- Кевин Дюранд — Джейсон Вудроу, биогенетик, начавший изучать свойства болота. Одержим желанием вылечить свою жену от болезни Альцгеймера, поэтому стремится по полной раскрыть потенциал болота, что в итоге привело его к трагическим и чудовищным последствиям для него[12].

### Периодические персонажи
- Иан Зиринг — Дэниэл Кэссиди/ Синий дьявол, бывший каскадёр, который стал известным после того, как сыграл демонического «Синего дьявола» в фильме[13].
- Эль Грэм — Сьюзи Койл, девочка с диагнозом «Зелёный грипп», имеет таинственную связь с Болотной тварью и дружит с Эбби.
- Леонардо Нэм — Харлан Эдвардс, гей, специалист ЦКЗ, второй заместитель Эбби[14].
- Селена Андусе — Кэролайн Вудру, учёная и жена Джейсона Вудроу, страдающая болезнью Альцгеймера.
- Гивен Шарп — Шона Сандерленд, подруга детства Эбби и покойная дочь Марии и Эвери, которая появляется в воспоминаниях и как призрак.
- Мэйкон Блэр — Призрачный Незнакомец.
- Эл Митчелл — Делрой Тремейн, отец Лиз.
- Майкл Бич — Натан Эллери.
- Стив Уилкокс — Беррит Сандерленд, отец Эвери.

### Гостевые роли
- АрДжей Сайлер — Джонс.
- Мика Фицджералд — Мэнсон/Гниль.
- Эдриенн Барбо — Доктор Паломар, помощник директора ЦКЗ. Барбо ранее сыграла в экранизации 1982 года.

## Список эпизодов
| № | Название                                                | Режиссёр          | Автор сценария                                                  | Дата премьеры  |
| --- | ------------------------------------------------------- | ----------------- | --------------------------------------------------------------- | -------------- |
| 1 | «Пилот» «Pilot»                                         | Лен Уайзман       | Телесценарий: Гари Доберман и Марк Верхайден                    | 31 мая 2019    |
| В Болоте Байу трое мужчин, нанятых, чтобы сбросить неизвестные материалы в болото, подвергаются нападению со стороны самих растений, в результате чего двое из них погибают. 48 часов спустя Сьюзи, дочь Койла, пережившего нападение, становится смертельно больной загадочной болезнью, которая начинает распространяться по всему Марэ, штат Луизиана. Доктор Эбби Аркейн из Центра контроля заболеваний, бывшая жительница этого города, отправляется помогать лечить вирус вместе со своим заместителем, Харланом. После встречи с другом детства, а ныне полицейским Мэтью Кейблом, они сталкиваются в доме Койлов с Алеком Холландом, опальным учёным, нанятым Эвери Сандерлендом. Он считает, что исследования Сандерленда связаны с вирусом и загадочным мутагенным ускорителем, найденным в воде. Найдя тело Койла, Эбби и Алек начинают расследование вместе. Тело Койла, заполненное растительностью нападают на них двоих и его собственную дочь в больнице. После того, как Алек убивает растение огнём, они встречаются с подругой Эбби репортёром Лиз Тремейн. Их разговор прервает жена Сандерленда, которая сердито приказывает Эбби уйти из города после оказания помощи в борьбе с вирусом. Эбби и Алек находят в болоте чемоданчик с неким содержимым, из которого выпускают ускорители мутагена в болото. В ожидании результатов анализа ускорителя в лаборатории, Алек и Эбби сближаются, раскрывая части своего прошлого. Алек признаётся, что он манипулировал результатами испытаний в эксперименте, чтобы доказать свои теории, а Эбби рассказывает, что она была ответственна за смерть дочери Сандерлендов, Шонны. Получив результаты, Алек уходит один, чтобы найти остальные чемоданчики. Однако на болоте Алека расстреливает неизвестный, а его лодка, начинённая динамитом взрывается. Алек погружается в воду, и болото начинает обвивать его лозой. Эбби бросается на место происшествия и встречается с высоким мшистым существом с красными глазами, которое выходит из воды.                                                            |                                                         |                   |                                                                 |                |
| 2 | «Миры» «Worlds Apart»                                   | Лен Уайзман       | Марк Верхайден и Дорис Иган                                     | 7 июня 2019    |
| Полиция начинает расследование смерти Алека, но игнорирует утверждение Эбби о странных обстоятельствах. Сьюзи Койл снится странный сон, в котором она видит, как Болотная тварь царапает своё тело, и позже заявляет, что этому существу страшно. Мария Сандерленд идёт на встречу с мадам Ксанду, которая советует ей не идти за духом дочери. Ксанаду чувствует хаос между светом и тьмой и умоляет Марию успокоиться. Джейсон Вудру и его жена прибывают в Марэ и сталкиваются с Эйвери в связи с созданным ими ускорителем мутагена, который должен был заставить деревья расти быстрее и вытягивать воду из болота. По задумке прибывших учённых и Сандерленда, в результате этого появилась новая земля, а древесные ресурсы можно было бы использовать в медицине и косметологии. Вудру утверждает, что его ускоритель не мог вызвать болезнь, но Эйвери требует, чтобы тот исследовал болезнь. Сьюзи сбегает из больницы на болото, спрятавшись в лодке егеря. Офицер на лодке обнаруживает двух мужчин, которые извлекают один из чемоданов с мутагеном из болота. Мэнсон, один из браконьеров, убивает офицера. Сьюзи убегает из лодки, пока Мэнсон пытается избавиться от тела офицера. Однако он замечает девочку и начинает преследовать её. Эбби и Мэтт находят патрульную лодку с тяжело раненым офицером. Мэтт отправляется на поиски лодки преступников, а Эбби остаётся, чтобы оказать первую помощь егерю, но слышит крики Сьюзи и спешит помочь ей. Прежде чем Мэнсон успевает напасть на Сьюзи, появляется Болотная тварь, чтобы защитить её. Болотная тварь разрывает Мэнсона на части, а Эбби находит Сьюзи и существо, стоящих вместе. Доктор Аркейн аккуратно забирает Сьюзи и оставляет Болотную тварь в одиночестве. Сьюзи рассказывает Эбби о том, что существо не понимает, что происходит с его телом, и что его зовут Алек. В то же время Мария отдыхает на кровати Шоны, а тело её дочери, лежит рядом с ней. |                                                         |                   |                                                                 |                |
| 3 | «Он говорит» «He Speaks»                                | Деран Сарафян     | Роб Фреско                                                      | 14 июня 2019   |
| После того, как Болотная тварь уходит от тела Мэнсона, он воскрешается тысячами жуков, которые позднее убивают нескольких диких свиней и охотника. Эбби признаётся Лиз, что Болотная тварь может быть Алеком. Официальный представитель ЦКЗ Эли Труст направляется в Марэ для наблюдения за ситуацией, которая выходит из-под контроля. После того, как Харлан заболевает «Зелёным гриппом», Эбби решает проникнуть в лабораторию Алека и выяснить, над чем он работает. В это время Лиз преследует кредитного офицера Гордона и угрожает сообщить о тайных платежах, которые он делал для Эвери. Гордон позже требует от Эвери, чтобы он возвратил все секретные платежи, иначе он обнародует информацию, что Эвери на самом деле в долгах. Люсилия Кейбл опрашивает Эвери о смерти Алека. Выясняется, что у них были отношения, когда Мария страдала от смерти дочери. Призрак Шоны рассказывает Марии о неверности Эвери. Мёртвый Мэнсон окружает Эбби в лаборатории Алека, но её спасает Болотная тварь, которая вступает с ним в борьбу, прежде чем приказать жукам освободить тело. Эбби рассказывает существу, что знает, что он Алек, и просит о помощи. Алек рассказывает, что болезнь не нападает, но сопротивляется, чтобы защитить себя. Эбби понимает, что применяемые ими антибиотики только усиливают болезнь, и использует иммунодепрессанты, чтобы ослабить её. Благодаря этому удаётся стабилизировать состояние Харлана, Сьюзи и других инфицированных. Эвери пытается получить больше средств из семейного наследства Марии, но она впервые отказывает ему после обдумывания слов Шоны. Дэниел Кэссиди выражает желание покинуть Марэ и просит Ксанду вновь погадать на картах. У него вновь выпадают те же карты, но в этот раз они перевёрнутые, что означает перемены в его жизни. Эбби танцует с Мэттом, а Алек смотрит на этот с болота. Возлюбленная Лиз обнаруживает часть лодки Алека с пулевыми отверстиями. После того, как Гордон отказывается от дальнейшего сотрудничества с Эвери и угрожает разоблачить предпринимателя, Эвери убивает его. |                                                         |                   |                                                                 |                |
| 4 | «Тьма на окраине города» «Darkness on the Edge of Town» | Кэрол Бэнкер      | Эрин Мар и Кэй Райндл                                           | 21 июня 2019   |
| 5 | «Гоняясь всю ночь» «Drive All Night»                    | Грег Бимен        | Франклин Ро                                                     | 28 июня 2019   |
| 6 | «Цена, которую вы платите» «The Price You Pay»          | Тоа Фрейзер       | Таня Лотия                                                      | 5 июля 2019    |
| 7 | «Блестящая маскировка» «Brilliant Disguise»             | Алексис Острандер | Эндрю Престон и Роб Фреско                                      | 12 июля 2019   |
| 8 | «Долгая дорога домой» «Long Walk Home»                  | Э. Л. Кац         | Дорис Иган                                                      | 19 июля 2019   |
| 9 | «Урок анатомии» «The Anatomy Lesson»                    | Майкл Гой         | Телесценарий: Марк Верхайден Сюжет: Ноа Гриффит и Дэниел Стюарт | 26 июля 2019   |
| 10 | «Свободный конец» «Loose Ends»                          | Деран Сарафян     | Телесценарий: Эрин Мар и Кэй Райндл Сюжет: Роб Фреско           | 2 августа 2019 |

## Производство

### Разработка
2 мая 2018 года было объявлено, что DC Universe дал свет на производство сериала. Ожидалось, что Марк Верхейден и Гари Доберман напишут первый эпизод сериала вместе с исполнительными продюсерами Джеймсом Ваном и Майклом Клиром. Роб Хакетт был назначен сопродюсером.
4 сентября 2018 года было объявлено, что Лен Уайзман будет руководить первым эпизодом сериала в дополнение к роли исполнительного продюсера. Несмотря на то, что сериал выйдет на DC Universe, он не будет существовать в той же вымышленной вселенной, что Титаны и Роковой патруль.

### Кастинг
В сентябре 2018 года было объявлено, что Кристал Рид и Мария Стен сыграют Эбби Аркейн и Лиз Тремейн, соответственно. В конце октября и в начале ноября 2018 года стали известны имена актёров, таких как Джерил Прескотт в роли мадам Ксанаду, Вирджиния Мэдсен в роли Марии Сандерленд, Уилл Паттон в роли Эйвери Сандерленда. Энди Бин в роли Алека Холланда с Дереком Мирсом в роли Болотной твари, Хендерсон Уэйд в роли Мэтта Кейбла, и Кевин Дюранд в роли Джейсона Вудроу.
В сентябре того же года, Дженнифер Билз была отведена на роль шерифа Люсилии Кейбл. В декабре 2018 года Иан Зиринг присоединился к актёрскому составу в роли Дэниэла Кэссиди / Синего дьявола, а месяц спустя Леонардо Нам получил роль Харлана Эдвардса.

### Съёмки
Основные съёмки начались в ноябре 2018 года в Уилмингтон, штат Северная Каролина, и завершились 6 мая 2019 года.

### Закрытие сериала
17 апреля 2019 года было объявлено, что производство сериала было неожиданно прервано, из-за творческих разногласий с родительской компанией DC Universe WarnerMedia, что позволило сократить первоначальный список эпизодов с 13 до 10. В дальнейших отчётах говорилось, что сериал был закрыт из-за нехватки бюджетных средств после того, как ожидаемый уровень налоговых льгот, предлагаемых штатом Северная Каролина, был существенно сокращён. Представитель DC Universe заявил, что потоковая служба не имеет планов на второй сезон. Когда его спросили, почему конкретно шоу было отменено, представитель ответил: «К сожалению, мы не можем ответить на этот раз».
В интервью «Collider» актёр Дерек Мирс, сыгравший Болотную тварь, поделился своей реакцией на закрытие, назвав её «душераздирающей» и заявив, что решение отменить шоу было похоже на «неуважение» к части DC.
В дальнейшем зрители шоу и фанаты начали кампанию в социальных сетях #SaveSwampThing, в ходе которой просили производителей продолжить шоу или другие студии и потоковые платформы перекупить сериал. На сайте change.org была создана петиция с просьбой продолжить сериал.
Осенью 2020 года сериал купил телеканал The CW, на котором пройдёт повторный показ первого сезона. Президент The CW Марк Педовиц не исключил возможности продления сериала на второй сезон.

## Критика
Телесериал получил положительные отзывы кинокритиков. На сайте Rotten Tomatoes сериал имеет рейтинг 92 % на основе 24 рецензий со средним баллом 7,33 из 10. На сайте Metacritic он имеет оценку 67 из 100 на основе 5 рецензий критиков, что соответствует статусу «в целом благоприятные отзывы».

## Расширенная вселенная
В январе 2020 года в кроссовере «Кризис на Бесконечных Землях» было подтверждено, что события сериала происходят в рамках мультивселенной DC (Земля-19).